# Rosa Lie Johansson
Rosa Lie Johansson (Göteborg ? - Ciutat de Mèxic, 2004) fou una pintora sueca establerta a Mèxic, i membre del Saló de la Plàstica Mexicana.

## Vida
Rosa Lie Johansson va néixer a Goteborg, Suècia. Va estudiar pintura a la seva ciutat natal en els anys 40 amb suport del govern suec. L'any 1952, va continuar els seus estudis artístics a l'acadèmia de Belles arts de Roma, sota les directrius del pintor i escultor italià Ferruccio Ferrazzi.
Johansson va realitzar nombrosos viatges al llarg de la seva vida. L'any 1951 va viatjar a Itàlia on va romandre fins a finals de 1952. Quan es va traslladar a Nova York, es va unir llavors a l'Art Student League, col·laborant amb Will Barnet, conegut pel seu treball gràfic i participació en murals amb José Clemente Orozco.
Va romandre a Nova York fins a 1951, quan es va traslladar a Mèxic, primer va viure a San Miguel de Allende i va viatjar pels estats de Guanajuato i Michoacán per estudiar l'arquitectura i la cultura de Mèxic Central. Durant aquest temps, la política econòmica a Mèxic va permetre a la gent de negocis de Suècia invertir a Mèxic formant-se un petita comunitat sueca a la Colònia Anzures de la Ciutat de Mèxic. Johansson es va mudar a Ciutat de Mèxic i va continuar viatjant per Mèxic en companyia de la seva amiga Alma Reed. També, va recórrer Indonèsia l'any 1969, atreta pel seu color i misticisme.
Johansson es va identificar com a mexicana, vestint de manera tradicional i va mantenir una afinitat especial per la cultura Maia del passat i present.

## Carrera
La seva primera gran exhibició col·lectiva va ser també patrocinada pel govern de Suècia l'any 1949 en el Konsthalen. Durant la seva carrera, Johansson va realitzar al voltant de 200 exposicions en museus i galeries de Mèxic, Suècia, Itàlia, Índia, Indonèsia i Colòmbia, en ciutats com Delhi, Washington, Nova York i Bogotà. Les més rellevants van ser la del Museu d'Art Modern, el Palau de Belles arts de Ciutat de Mèxic (1958) i el Museu Nacional de Bogotà (1968). A Mèxic va exposar en el Museu d'Art de Juárez el 1976 i va representar a Suècia en la Selected Works of World Art en el Museu d'Art Modern en el marc dels Jocs Olímpics de 1968. La seva última exposició en vida va ser la que va denominar "Aquari", realitzada en el Saló de la Plàstica Mexicana l'any 2001.
El 1962 va ser inclosa en el Saló de la Plàstica Mexicana amb l'exposició individual Vista d'Estudi.

## Obra
Rosa Lie va destacar pel seu acurat treball preparatori, planejant la composició de les seves obres, tant els elements com els espais, amb dibuix i altres tècniques. Els seus treballs estan principalment realitzats amb olis en lona, alguns altres en gouache i negra sobre paper amate, paper comercial en formats mitjans i grans encara que també va realitzar treballs en petita escala en paper amate com a regals.
Les seves imatges són figuratives amb influència de l'expressionisme i moviments del cubisme, encara que també va utilitzar elements d'art abstracte. El New York Times descriu el seu treball com "... subtilment primitiva amb reminiscències de Gauguin i el sabor de temes nòrdics". Les seves imatges són amb freqüència dibuixos d'al·legories mitològiques i metafísiques juntament amb paisatges urbans. Apareixen també detalls del Mèxic prehispánic i el passat colonial en algunes ocasions amb rastres de dissenys nòrdics. Després del seu viatge a Indonèsia també poden trobar-se elements d'aquesta cultura en el seu treball. Els seus treballs posteriors incorporen colors càlids com el groc i vermell.